# Bad Things
Bad Things — американская инди-рок-группа из Лос-Анджелеса, начавшая свою деятельность в 2012 году. Летом 2013 года подписали контракт с Warner Bros. Records. Состав группы: Davis LeDuke (вокалист), Jared Palomar (бас-гитарист), Antony Sanudo (гитарист), Lena Zawaideh (барабанщик), Shaun White (гитарист).
Шон, Лена и Энтони выросли в Сан-Диего, Калифорния и были друзьями в течение многих лет. Позже, в Лос-Анджелесе, они познакомились с Девисом и Джаредом, после чего идея по поводу группы становилась все серьезнее и серьезнее.
Еще будучи подростком Шон на одном из соревнований по сноубордингу получил гитару Fender Stratocaster в качестве трофея. Со слов самого Шона, она долго лежала в стороне, но однажды, повредив колено на X-Games, он решил достать гитару, после чего просто влюбился в неё. Совершенствуя свои навыки игры на гитаре, Шон, Лена, Энтони, а потом и Девис с Джаредом, сформировали группу.
Многие считают, что группа целиком и полностью принадлежит Шону, но со слов участников группы, самым главным звеном является Девис. В целом, они не заостряют внимания на том, кто из них стоит выше. Но когда люди называют Bad Things «группой Шона Уайта», то ошибаются. «Мы знали, что начнут говорить подобные вещи и пытались от этого избавиться, но не вышло» — говорил в одном из своих интервью Шон.
В составе группы выступает Шон Уайт — знаменитый американский сноубордист, двукратный олимпийский чемпион в хафпайпе. 13-кратный победитель зимних X Games в дисциплинах слоупстайл и суперпайп. Также Уайт выступает в скейтбординге и выиграл два золота на летних X Games. За рыжий цвет волос имеет прозвище Летающий Помидор (англ. The Flying Tomato).
Весной 2014 года у Bad Things состоялся концертный тур по Соединенным Штатам и тур с группой Phantogram. 8 июля 2014 года прошел сольный концерт группы в московском клубе «16 тонн». Летом 2014 года прошел тур с группой «30 Second to mars», у которой «Bad Things» выступали на разогреве.

## Актуальный состав
- Jared Palomar — бас-гитара
- Antony Sanudo — гитара
- Taylor Wright — барабаны
- Шон Уайт — гитара

### Бывшие участники
- Lena Zawaideh — барабаны

## Дискография
- 2014 — Bad Things